# Эниан, Димитриос
Димитриос Эниан (греч. Δημήτριος Αινιάν; 21 ноября 1800, Маврило, Фтиотида, — 25 сентября 1881, Ипати, Фтиотида) — известный участник Освободительной войны Греции 1821—1829 гг., политик, историк, писатель, переводчик, агроном. Более всего известен своими мемуарами и как биограф военачальника Георгиса Караискакиса.

## Биография
Был последним ребёнком в семье Захарии Эниана, священника и учителя. Первоначальная фамилия семьи была Иконому, но отец, под влиянием древней истории региона, избрал себе фамилию Эниан, по имени племени эниан, жившего здесь в древности. В 1806 году семья переселилась в Константинополь. Работая первоначально учителем на дому, отец вскоре стал преподавать в греческом лицее Константинополя (греч. Μεγάλη του Γένους Σχολή).
В 1818 году Захариас Эниан и его сыновья Георгиос и Христодулос) были посвящены в тайное революционное общество Филики Этерия одним из его апостолов Анагностарасом.
Позже отец и братья посвятили в Этерию младшего Димитриоса. Дом Энианов стал местом сходок этеристов. После смерти Скуфаса, одного из трёх основателей Этерии, отец Эниан написал слогом Гомера и зачитал надгробную речь.
Димитрис закончил греческий лицей Константинополя.

## Греческая революция
С началом Греческой революции 1821 года и резнёй, учинённой турками в Константинополе, Димитриос бежал в Одессу. В 1822 году он прибыл в восставшую Грецию и принял участие в военных действиях, первоначально как солдат. Впоследствии стал личным секретарём военачальника Караискакиса и позже его первым биографом. Получил ранение в сражении при Домбрена.
При правлении Каподистрии был секретарём чрезвычайного комиссара Ахайи, членом апелляционного суда Островов.

## Греческое королевство
После убийства Каподистрии и установления монархии баварца короля Оттона Эниан стал председателем суда первой инстанции в городе Ламия. В 1835 году подал в отставку по причине недоверия, высказанного ему королём Оттоном.
Эниан удалился в близлежащий к Ламии и его родному селу городок Ипати. Эниан принял участие в антимонархистском восстании марта 1848. Последний бой был дан у Ипати. После поражения от королевских войск революционеры, и вместе с ними и Эниан, ушли на османскую территорию.
Правительственные войска, войдя в Ипати, «в отместку» Эниану сожгли его дом. В огне погибли хранимые Энианом рукописи и документы периода Освободительной войны.
В 1850 году Эниан был избран депутатом, но его избрание было аннулировано королевским двором. После этого Эниан переселился в Афины, где издавал журнал «Библиотека Народа» и сотрудничал с газетами «Афина» и «Панэллинион», работая одновременно главой департамента в Министерстве внутренних дел.
После низложения короля Оттона в 1862 году Эниан был избран депутатом на Второе Национальное собрание от Фтиотиды.
Умер 25 сентября 1881 года в Ипати.

## Работы
- Караискакис, или биография Караискакиса и детальное изложение его последнего похода по освобождению Афин — Ο Καραϊσκάκης ή του Καραϊσκάκη βιογραφία και λεπτομερής έκθεσις της τελευταίας εκστρατείας αυτού υπέρ των Αθηνών. Χαλκίδα, 1834 (ανώνυμη έκδοση) — Α' έκδοση
- Биография генерала Караискакиса — Η βιογραφία του στρατηγού Γεωργίου Καραϊσκάκη / Υπό του ιδιαιτέρου γραμματέως του Δ. Αινιάνος (Β' έκδοση)
- О Восточном вопросе — Περί του Ανατολικού ζητήματος / Υπό Δ. Αινιάνος, 1876
- Христианская этика — Χριστιανική ηθική / υπό Δ. Α.[ινιάνος], 1859, Κατά μήνα Δεκέμβριον.
- Мемуары о Греческой революции — Απομνημονεύματα περί της ελληνικής επαναστάσεως
- Агрономия -Αγρονομικά. Χαλκίδα, 1833 (ανώνυμη έκδοση)
- Трактат о посадках шелковицы и шелководстве -Πραγματεία περί συκαμινοφυτείας και μεταξοσκωληκοτροφίας. Αθήνα, 1857
- Элементарная агрономия — Αγρονομία στοιχειώδης. Αθήνα, 1861
- Грамматика разговорного греческого языка — Γραμματική της ομιλουμένης ελληνικής γλώσσης. Αθήνα, 1853
- Герман Старых Патр- Γερμανός ο Παλαιών Πατρών. Αθήνα, 1854
- Расин, Жан, Ифигения, перевод -Ιφιγένεια. Λαμία, 1837 (ανώνυμη έκδοση) (μετάφραση)
- Христианская этика — Χριστιανική Ηθική. Αθήνα, 1857
- Доклад Второму национальному собранию о распределении национальных земель -Υπόμνημα προς την εν Αθήναις Β’ Εθνικήν Συνέλευσιν διαθέτου των εθνικών γαιών. Αθήνα, 1863
- Воспоминания летней ночи в Ипати — Αναμνήσεις θερινής νυκτός εν Υπάτη. Αθήνα, 1870

Издатель и редактор журналов
- Библиотека народа I -Βιβλιοθήκη του Λαού Α’, αρ.1-12, 1-12/1852.
- Библиотека народа II- Βιβλιοθήκη του Λαού Β’, αρ.1-12, 1-12/1855.
- Хроника 1857 года -Χρονολόγιον του έτους 1857. Αθήνα, 1856.